# 20e Europese Filmprijzen
De 20e uitreiking van de Europese Filmprijzen waarbij prijzen werden uitgereikt in verschillende categorieën voor Europese films vond plaats op 1 december 2007 in de Duitse hoofdstad Berlijn.

## Nominaties en winnaars

#### Beste film
- 4 luni, 3 săptămâni şi 2 zile
  - Auf der anderen Seite
  - The Last King of Scotland
  - La vie en rose
  - Persepolis
  - The Queen

#### Beste regisseur
- Cristian Mungiu - 4 luni, 3 săptămâni şi 2 zile
  - Fatih Akin - Auf der anderen Seite
  - Roy Andersson - Du levande
  - Stephen Frears - The Queen
  - Kevin Macdonald - The Last King of Scotland
  - Giuseppe Tornatore - La sconosciuta

#### Beste acteur
- Sasson Gabai - Bikur Ha-Tizmoret
  - Elio Germano - Mio fratello è figlio unico
  - James McAvoy - The Last King of Scotland
  - Miki Manojlović - Irina Palm
  - Michel Piccoli - Belle Toujours
  - Ben Whishaw - Perfume: The story of a murderer

#### Beste actrice
- Helen Mirren - The Queen
  - Marion Cotillard - La vie en rose
  - Marianne Faithfull - Irina Palm
  - Carice van Houten - Zwartboek
  - Anamaria Marinca - 4 luni, 3 săptămâni şi 2 zile
  - Ksenia Rappoport - La sconosciuta

#### Beste scenario
- Fatih Akin - Auf der anderen Seite
  - Eran Kolirin - Bikur Ha-Tizmoret
  - Peter Morgan - The Queen
  - Cristian Mungiu - 4 luni, 3 săptămâni şi 2 zile

#### Beste cinematografie
- Frank Griebe - Perfume: The story of a murderer
  - Anthony Dod Mantle - The Last King of Scotland
  - Mikhail Krichman - The Banishment
  - Fabio Zamarion - La sconosciuta

#### Beste filmmuziek
- Alexandre Desplat - The Queen
  - Alex Heffes - The Last King of Scotland
  - Dejan Pejovic - Gucha
  - Tom Tykwer, Johnny Klimek & Reinhold Heil - Perfume: The story of a murderer

#### Publieksprijs
- La sconosciuta
  - 2 Days in Paris
  - A fost sau n-a fost?
  - Alatriste
  - Zwartboek
  - Obsluhoval jsem anglického krále
  - The Last King of Scotland
  - Perfume: The story of a murderer
  - The Queen
  - Reprise
  - La vie en rose